# Нейгебауэр, Юрий Николаевич
Юрий Николаевич Нейгебауэр (30 августа 1941, Нижний Тагил, Свердловская область — 14 апреля 2006, Москва) — российский инженер, конструктор танковых вооружений.

## Биография
Родился 30 августа 1941 года в г. Нижний Тагил.
Окончил Московское высшее техническое училище им. Баумана (1966), инженер-механик.
С 1966 г. работал на Уралвагонзаводе в Уральском КБ транспортного машиностроения: инженер-конструктор, с 1975 г. начальник отдела спецаппаратуры. С 1998 г. — заместитель главного конструктора.
Автор 16 изобретений в области разработки стабилизаторов танкового вооружения и систем управления огнём.
Лауреат Государственной премии СССР 1983 года — за разработку и внедрение ракетного вооружения танка.
Награждён знаком «Ветеран оборонной промышленности» (1991).
Скоропостижно умер 14 апреля 2006 года в Москве на вокзале, когда возвращался домой из служебной командировки, похоронен в Нижнем Тагиле на Центральном кладбище.